# Јиржи Менцл
Јиржи Менцл (чеш. Jiří Menzel; Праг, 23. фебруар 1938 — Праг, 5. септембар 2020) био је чешки филмски и позоришни редитељ, глумац и сценариста. Његови филмови често су комбиновали хуманистичке вредности са језиком сарказма и провокативне кинематографије. Адаптирао је у филм и неке од дела познатих чешких писаца као што су Бохумил Храбар и Владислав Ванчура. Један је од покретача чешког новог таласа у кинематографији.

## Биографија
Менцл је рођен у Прагу, од оца Јозефа Менцла, новинара, преводиоца и писца дечијих књига и мајке Божене Менцл (девојачко: Јидрихова). Студирао је режију на Академији примењених уметности, под менторством Отакара Варве.
Менцл, као члан чешког Новог таласа, постао је познат у светској кинематографији 1967. године, када је његов филм "Строго контролисани возови",  адаптација романа Богумила Храбра, освојио Оскара за најбољи филм на страном језику. Његов следећи филм, "Шеве на жици", снимљен је 1969. године, али је био забрањен од стране чехословачке комунистичке владе. Након пада комунистичког режима, коначно је објављен 1990. године и исте године осваја Златног медведа на 40. Берлинском интернационалном филмском фестивалу.
Менцл је био номинован за још једног Оскара за најбољи филм на страном језику 1986. године са својим црнокомедијашким филмом "Село моје мало" . Био је члан жирија на 37.Берлинском интернационалном филмском фестивалу, 1987. године, а два пута члан жирија на Интернационалном филмском фестивалу у Москви. Добио је Награду за животно дело Индијске интернационалне филмске Академије 2013. године.
Преминуо је 5. септембра 2020. услед срчаних проблема.

## Филмографија као редитељ
| Година | Српски назив                                   | Оригинални назив                                      | Забелешке                                           |
| ------ | ---------------------------------------------- | ----------------------------------------------------- | --------------------------------------------------- |
| 1960   | Монтажне куће                                  | Domy z panelů                                         | школски филм                                        |
| 1963   | Наш господин Фоерстер је умро                  | Umřel nám pan Foerster                                | школски филм                                        |
| 1965   | Концерт '65                                    | Koncert 65                                            | Кратки документарац                                 |
| 1965   | Злочин у женској школи                         | Zločin v dívčí škole                                  |                                                     |
| 1966   | Бисери дубине                                  | Perličky na dně                                       |                                                     |
| 1966   | Строго контролисани возови                     | Ostře sledované vlaky                                 | Оскар                                               |
| 1968   | Злочин у концертној дворани                    | Zločin v šantánu                                      |                                                     |
| 1968   | Каприциозно лето                               | Rozmarné léto                                         |                                                     |
| 1969   | Шеве на жици                                   | Skřivánci na niti                                     | Забрањен све до 1990. године                        |
| 1974   | Измењени крајолици                             | Proměny krajiny                                       | кратки документарац                                 |
| 1974   | Ко тражи злато                                 | Kdo hledá zlaté dno                                   |                                                     |
| 1976   | Осама близу шуме                               | Na samotě u lesa                                      |                                                     |
| 1978   | Ти дивни филмски особењаци                     | Báječní muži s klikou                                 |                                                     |
| 1980   | Скраћивати                                     | Postřižiny                                            |                                                     |
| 1981   | Tři v tom                                      | Tři v tom                                             | Телевизијска драма                                  |
| 1982   | Krasosmutnění                                  | Krasosmutnění                                         |                                                     |
| 1982   | Dr. Johann Faust, Praha II., Karlovo nám. 40   | Dr. Johann Faust, Praha II., Karlovo nám. 40          | Телевизијска драма                                  |
| 1983   | Лепи поздрави са планете Земље                 | Srdečný pozdrav ze zeměkoule                          |                                                     |
| 1984   | Фестивал снежних пахуља                        | Slavnosti sněženek                                    |                                                     |
| 1985   | Село моје мало                                 | Vesničko má středisková                               | Номинован за Оскара                                 |
| 1986   | Чоколадни полицајац                            | Die Schokoladenschnüffler                             |                                                     |
| 1989   | Завршница старих времена                       | Konec starých časů                                    |                                                     |
| 1991   | \|Audience                                     | \|Audience                                            |                                                     |
| 1991   | Опера за просјаке                              | Žebrácká opera                                        |                                                     |
| 1993   | Живот и необичне авантуре редова Ивана Чонкина | Život a neobyčejná dobrodružství vojáka Ivana Čonkina | 8 номинација за чешку филмску награду               |
| 1998   | Jacobowski a plukovník                         | Jacobowski a plukovník                                |                                                     |
| 2002   | Ten minutes older                              | Ten minutes older                                     |                                                     |
| 2006   | Служио сам краља Енглеске                      | Obsluhoval jsem anglického krále                      | 11 номинација за чешку филмску награду, освојено 5. |
| 2013   | Дон Жуани                                      | Donšajni                                              |                                                     |

## ТВ серије
- Hospoda (Паб) (1996) - ситком у којем лично Менцл глуми психијатра, који сваки дан посећује исти прашки паб.